# Сисакян, Алексей Норайрович
Алексе́й Нора́йрович Сисакя́н (арм. Ալեքսեյ Նորայրի Սիսակյան; 14 октября 1944, Москва — 1 мая 2010, Ларнака, Кипр) — российский учёный в области физики элементарных частиц, теоретической и математической физики, академик РАН (2008) по отделению физических наук (ядерная физика), доктор физико-математических наук, директор Объединённого института ядерных исследований.

## Биография
Сын советского биохимика, академика АН СССР, Норайра Сисакяна. Брат советского учёного в области вычислительной техники и научного приборостроения Иосифа Сисакяна.
- 1962—1968 годы — учился в Московском государственном университете им. М. В. Ломоносова на физическом факультете
- 1970 год — кандидат физико-математических наук («Приближение прямолинейных путей в квантовой теории поля и множественное рождение частиц при высоких энергиях»)
- 1980 год — доктор физико-математических наук («Многокомпонентный подход в теории множественного рождения адронов»)
- 1986 год — профессор
- С 1992 года — действительный член Российской академии инженерных наук
- С 1994 года — действительный член Российской академии естественных наук
- С 2003 года — член Европейской академии наук (Брюссель)
- С 2003 года — иностранный член Национальной академии наук Республики Армения
- С 2006 года — член-корреспондент Российской академии наук
- С 2008 года — академик Российской академии наук
- С 2008 года — член Президиума Российской академии наук
- В 1989—2005 годах — заместитель директора ОИЯИ,
- с 2006 года — директор ОИЯИ.

Член Президиума РАН с 2008 г. Первый заместитель председателя Российского Пагуошского комитета при Президиуме РАН с 2009 г.
Сисакян скончался 1 мая 2010 года на Кипре от обширного инфаркта, похоронен в Москве на Троекуровском кладбище.

## Научная деятельность
Основными направлениями научной деятельности Сисакяна являлись:
- феноменологическая теория рождения большого количества элементарных частиц при столкновениях частиц высоких энергий;
- приближённые методы решения задач квантовой теории поля;
- физика кварк-глюонной плазмы при высоких температурах.

А. Н. Сисакяном совместно с другими исследователями был разработан эффективный метод континуального интегрирования, получивший название приближение прямолинейных путей и нашедший широкое применение в квантовой теории поля. Также в рамках трёхмерного формализма квантовой теории поля А. Н. Сисакяном было дано описание элементарных процессов, происходящих с передачей больших импульсов. Эти исследования позволили предсказать целый ряд новых эффектов, возникающих при множественном рождении новых частиц. Позднее выводы этой теории были подтверждены в экспериментах на больших ускорителях частиц.
А. Н. Сисакяном совместно с его группой проводились исследования классических и квантовых суперинтегрируемых систем в пространстве постоянной кривизны. Под его руководством проведён цикл работ по проблеме генерации топологически нетривиальных объектов в моделях с осцилляторным взаимодействием и в суперсимметричной одномерной квантовой механике. В продолжение этой темы А. Н. Сисакян в последние годы жизни занимался развитием метода контракций алгебр Ли с целью их применения в теоретической физике.
Известны также работы А. Н. Сисакяна и его группы, посвящённые развитию методов квантовой теории поля, выходящих за рамки теории возмущения. Эти работы стимулировались изучением элементарных процессов с очень большой множественностью. В данном направлении А. Н. Сисакяном исследованы некоторые новые механизмы образования кварк-глюонной плазмы при столкновении ускоренных до высоких энергий ионов тяжёлых элементов. А. Н. Сисакян организовал и возглавил проект ОИЯИ по созданию коллайдера тяжёлых ионов, носящий название NICA и направленный на исследование фазовых переходов и критических явлений в ядерной материи.

## Награды и звания
Награждён орденом «За заслуги перед Отечеством» IV степени (30.04.2010), орденом Почёта (17.01.2005), орденом Дружбы (11.10.1995), медалями, а также орденами и медалями иностранных государств.
Лауреат премии Ленинского комсомола в области науки и техники (1973, совместно с С. П. Кулешовым и рядом других сотрудников лаборатории теоретической физики ОИЯИ), премии губернатора Московской области (2007), являлся иностранным членом Национальной академии наук Армении, был почётным доктором ряда зарубежных университетов, членом ряда академий и научных обществ.
Юбилейная медаль «10 лет Астане» (Казахстан, 2008)